# Daniel Gürschner
Daniel Gürschner (ur. 27 lutego 1973) – niemiecki judoka. Olimpijczyk z Sydney 2000, gdzie odpadł w eliminacjach wadze półciężkiej.
Piąty na mistrzostwach świata w 1997 i uczestnik zawodów w 1999. Startował w Pucharze Świata w latach 1993, 1995–2001, 2003, 2004. Mistrz Europy w 1998 i drugi w 2000 roku.

## Letnie Igrzyska Olimpijskie 2000
| Konkurencja | Rundy eliminacyjne   | Klas. końcowa |
| Konkurencja | 1/32                 | Miejsce       |
| ----------- | -------------------- | ------------- |
| 100 kg      | Mário Sabino (BRA) P | I runda       |